# Petrovička
Petrovička – potok na Słowacji będący prawym dopływem Wagu. Ma długość 17,2 km.
Cała zlewnia Petrovički znajduje się w Jawornikach. Potok wypływa kilkoma ciekami w dolinach u południowych podnóży szczytów Čemerka (1052 m) i Čerenka (948 m) oraz przełęczy Sedlo nad Zapačou (960 m), najwyżej położone miejsce wypływu znajduje się na wysokości około 900 m. W górnym biegu płynie najpierw w kierunku południowo-południowo-wschodnim, następnie na krótkim odcinku w kierunku wschodnim, pomiędzy ujściem dopływów z Vlča jama i południowo-wschodnim zboczem Hluchý, stamtąd do ujścia dopływu spod Čerenki ponownie na wschód. Dalej płynie przeważnie w kierunku południowo-wschodnim, w dolnym biegu ponownie chwilowo na południowy wschód, a ostatecznie w kierunku północ-południe. Wpada do Wagu na południowy zachód od centrum miasta Bytča na wysokości ok. 298 m.
Główne dopływy: Priecný potok (prawy), Kolarovický potok (lewy). Potok płynie przez osadę Magaly, wieś Petrovice i miasto Bytča.